# Bisz
Bisz, właśc. Jarosław Jaruszewski (ur. 9 maja 1984 w Bydgoszczy) – polski raper, poeta i producent muzyczny. Jarosław Jaruszewski znany jest przede wszystkim z występów w zespole hip-hopowym B.O.K. Współtworzył także duety wraz z producentami muzycznymi Kosą i Pekro. Prowadzi ponadto solową działalność artystyczną.
Bisz współpracował ponadto m.in. z takimi wykonawcami jak: Miuosh, Vixen, Tau (Medium), Cira, Buka oraz Vienio, Sarius, czy VNM.

## Działalność artystyczna
Jarosław Jaruszewski działalność artystyczną rozpoczął w 1999 roku. Początkowo współpracował z lokalnymi raperami. Występował m.in. w składzie Piąta Siła. W międzyczasie w Bydgoszczy powstało niewielkie studio nagraniowe pod nazwą uu-studio, w którym Jaruszewski tworzył swoje utwory. Część piosenek rapera ukazała się na kompilacji :uu-2004 epilog wydanej w formie nielegalu. W 2007 roku Bisz podjął współpracę z producentem muzycznym Kosą, z którym w marcu wydał minialbum pt. Zimy. Płyta zyskała pewną popularność w podziemiu artystycznym. Rok później wspólnie z grupą muzyczną B.O.K wydał nielegal Ballady, hymny, hity. Album znalazł się na 5. miejscu w rankingu serwisu internetowego Spinner – „Nielegal Roku 2008". Rok później duet Bisz-Kosa wydał minialbum pt. Idąc na żywioł.
W 2010 roku Jaruszewski we współpracy z producentem Pekro zrealizował nielegal Burza i napór. Materiał był promowany teledyskiem do utworu „Lot ku światłu". Natomiast w ramach B.O.K nagrał nielegal Raport z walki o wartość. Następnie formacja podpisała kontrakt wydawniczy z firmą My Music. Efektem współpracy był wydany w 2011 roku album W stronę zmiany, który dotarł do 44. miejsca listy OLiS. W 2012 roku raper wziął udział w nagraniach piosenki „Dług” u boku Miuosha i W.E.N.Y., która ukazała się na kompilacji Prosto Mixtape Kebs (2012). 20 września, także 2012 roku został wydany debiutancki album Bisza pt. Wilk chodnikowy. Nagrania ukazały się nakładem wytwórni płytowej Fandango Records. Na płycie znalazło się 14 premierowych w pełni autorskich utworów, które wyprodukowali m.in. Oer i Bob Air. Do albumu został dołączony tomik poezji autorstwa rapera. Ponadto w ramach promocji do utworów „Jestem bestią”, „Banicja”, „Pollock” i „Indygo” zostały zrealizowane teledyski. Tytuł zadebiutował na 4. miejscu zestawienia OLiS.
Również w październiku 2012 roku do sprzedaży trafił album Miuosha – Prosto przed siebie z gościnnym udziałem Bisza. Zwrotka rapera znalazła się w utworze „Szczury”, do którego powstał również teledysk w reżyserii Piotra Smoleńskiego. Rok później muzyk gościł na albumach Ciry – Plastikowy kosmos i Buki – Wspaniały widok na nic interesującego. W lutym, także 2013 roku raper został wyróżniony tytułem Bydgoszczanina Roku 2012. W międzyczasie produkcja Wilk chodnikowy uzyskała status złotej płyty sprzedając się w nakładzie 15 tys. egzemplarzy. W 2014 roku Bisz gościł na albumie Vienia – Etos 2. Raper wystąpił w utworze „Prawo do kultury” wraz Miuoshem i Cheebą, znanym z występów w zespole EastWest Rockers. Do piosenki powstał również teledysk, który wyreżyserował Dariusz Szermanowicz. Obraz powstał we współpracy z Narodowym Centrum Kultury oraz instytucją Europejska Stolica Kultury Wrocław 2016. W październiku ukazał się kolejny album B.O.K z udziałem Bisza – Labirynt Babel. Cieszący się popularnością materiał uplasował na 1. miejscu zestawienia OLiS.

## Życie prywatne
Jest wegetarianinem i aktywistą wegetariańskim, czego przykłady daje w swoich tekstach.

## Dyskografia
Albumy
| Tytuł                              | Dane dot. albumu                                          | Pozycja na liście | Sprzedaż        | Certyfikat         |
| Tytuł                              | Dane dot. albumu                                          | POL               | Sprzedaż        | Certyfikat         |
| ---------------------------------- | --------------------------------------------------------- | ----------------- | --------------- | ------------------ |
| Zimy (EP; oraz Kosa)               | - Data: 21 marca 2007 - Wydawca: AlboAlbo                 | –                 |                 |                    |
| Idąc na żywioł (EP; oraz Kosa)     | - Data: 4 kwietnia 2009 - Wydawca: AlboAlbo               | –                 |                 |                    |
| Burza i napór (oraz Pekro)         | - Data: grudzień 2010 - Wydawca: brak (nielegal)          | –                 |                 |                    |
| Wilk chodnikowy                    | - Data: 20 września 2012 - Wydawca: Fandango Records      | 4                 | - POL: 15 tys.+ | - POL: złota płyta |
| Wilczy humor (oraz Radex)          | - Data: 7 października 2016 - Wydawca: Pchamytensyf/Agora | 3                 |                 |                    |
| Piękno i bestia (EP)               | - Data: 1 października 2017 - Wydawca: Pchamytensyf       | –                 |                 |                    |
| Ukryte w śniegu (EP; oraz Elhuana) | - Data: 25 lutego 2018 - Wydawca: Pchamytensyf            | —                 |                 |                    |
| Duch oporu (oraz Radex)            | - Data: 4 października 2019 - Wydawca: Pchamytensyf       | 14                |                 |                    |
| Blady król (oraz Kosa)             | - Data: 12 marca 2021 - Wydawca: Pchamytensyf             | 1                 |                 |                    |
| Ulisses                            | - Data: 1 stycznia 2023 - Wydawca: Pchamytensyf           | –                 |                 |                    |
| Lata (oraz Kosa)                   | - Data: 13 września 2024 - Wydawca: Pchamytensyf          | 2                 |                 |                    |
| „—” album nie był notowany.        |                                                           |                   |                 |                    |

Single
| Tytuł                   | Rok  | Pozycja na liście | Album        |
| Tytuł                   | Rok  | UWM               | Album        |
| ----------------------- | ---- | ----------------- | ------------ |
| „Potlacz!” (oraz Radex) | 2016 | 18                | Wilczy humor |

Kompilacje różnych wykonawców
| Album                 | Rok  | Utwór                           | Źródło |
| --------------------- | ---- | ------------------------------- | ------ |
| Popkiller młode wilki | 2011 | Bisz – „Beton”                  | [ 31 ] |
| Aloha 40%             | 2011 | Proceente, Bisz – „Dyletant”    | [ 32 ] |
| Prosto Mixtape Kebs   | 2012 | W.E.N.A., Bisz, Miuosh – „Dług” | [ 11 ] |
| Swag jak skurwysyn    | 2012 | Bisz – „Painstream”             | [ 33 ] |

Występy gościnne
| Album                                        | Rok  | Utwór                                                    | Źródło |
| -------------------------------------------- | ---- | -------------------------------------------------------- | ------ |
| CMS – 2004/2005                              | 2005 | „Bydgoski dialekt” (gościnnie: Bisz)                     | [ 34 ] |
| Poetik – Ballady ulic                        | 2009 | „Deszcz” (gościnnie: Bisz)                               | [ 35 ] |
| STREETWORKERZ – Street Art                   | 2010 | „Własne zdanie (nonkonformizm)” (gościnnie: Bisz)        | [ 36 ] |
| Anioł – Warto być ambitnym                   | 2010 | „Bez tego nie mogę żyć” (gościnnie: Bisz)                | [ 37 ] |
| Wizja Lokalna – Insomnia                     | 2011 | „Piaski” (gościnnie: Bisz)                               | [ 38 ] |
| Spec & Grucha – Goście                       | 2011 | „Nie miej mi za złe” (gościnnie: Bonson, Bisz, DJ Wojak) | [ 39 ] |
| Azja/Bajer – Z dala od zgiełku               | 2011 | „Pod ciężarem nieba By Mr. Ed” (gościnnie: Kosa, Bisz)   | [ 40 ] |
| Projekt Nasłuch – Nieznani sprawcy           | 2011 | „Ryzyk fizyk” (gościnnie: Bisz)                          | [ 41 ] |
| Wizja Lokalna – Projekt zwiastun             | 2012 | „Po prostu mów” (gościnnie: Bisz, DJ Danek)              | [ 42 ] |
| CruzZzZaspał – Sztuka naiwna                 | 2012 | „1984” (gościnnie: Bisz)                                 | [ 43 ] |
| Miuosh – Prosto przed siebie                 | 2012 | „Szczury” (gościnnie: Bisz)                              | [ 14 ] |
| Vixen – Kontinuum                            | 2012 | „Przekonania” (gościnnie: Bisz)                          | [ 44 ] |
| Tau (Medium) – Graal                         | 2012 | „Meteorologika” (gościnnie: Bisz, Te-Tris)               | [ 45 ] |
| Cira – Plastikowy kosmos                     | 2013 | „Plastikowy kosmos” (gościnnie: Bisz, Te-Tris)           | [ 16 ] |
| Buka – Wspaniały widok na nic interesującego | 2013 | „Piaski klepsydr” (gościnnie: Bisz)                      | [ 17 ] |
| Vienio – Etos 2                              | 2014 | „Prawo do kultury” (gościnnie: Bisz, Miuosh, Cheeba)     | [ 20 ] |
| Sarius – I żyli krótko i szczęśliwie         | 2016 | „Lodu pan” (gościnnie: VNM, Bisz)                        | [ 46 ] |
| Rebel Babel Ensamble – Dialog I              | 2016 | „Jak słowo daję”                                         |        |
| Rebel Babel Ensamble – Dialog I              | 2016 | „Tinderelations”                                         |        |
| VNM – De nekst best mixtape                  | 2016 | „D.Y.H.A.” (gościnnie: Bisz, Quebonafide, Sarius)        |        |
| Klarenz – Poza                               | 2017 | „Ile?” (gościnnie: Bisz)                                 | [ 47 ] |
| Opał i Gibbs - Połączenia                    | 2021 | „Róże zostawmy betonom” (Gościnnie: Bisz)                | [ 48 ] |

## Teledyski
| Tytuł                                                         | Rok  | Reżyseria/Realizacja                 | Album               | Źródło |
| ------------------------------------------------------------- | ---- | ------------------------------------ | ------------------- | ------ |
| „Lot ku światłu” (oraz Pekro)                                 | 2011 | Łukasz Sowiński                      | Burza i napór       | [ 49 ] |
| „Jestem bestią”                                               | 2012 | Evil Eye Movie Studio                | Wilk chodnikowy     | [ 50 ] |
| „Banicja”                                                     | 2012 | Piotr Krupa                          | Wilk chodnikowy     | [ 51 ] |
| „Pollock”                                                     | 2012 | Fifthside                            | Wilk chodnikowy     | [ 52 ] |
| „Trainspotting”                                               | 2012 | Projekt Borsuk                       | Wilk chodnikowy     | [ 53 ] |
| „Indygo”                                                      | 2012 | Juzz Media                           | Wilk chodnikowy     | [ 54 ] |
| „Znak zapytania” (oraz Radex)                                 | 2016 | Krzysztof Kiziewicz, Monsieur Zupika | Wilczy humor        | [ 55 ] |
| „Potlacz!” (oraz Radex)                                       | 2016 | Iwona Bielecka                       | Wilczy humor        | [ 56 ] |
| "Nie obrażaj się" (oraz Radex)                                | 2017 | Robert Bęza                          | Wilczy humor        | [ 57 ] |
| „Brzuch bestii”                                               | 2017 | Lenzy                                | Piękno i bestia     | [ 58 ] |
| "Ukryte w śniegu" (oraz Elhuana)                              | 2018 | Bisz / Elhuana                       | Ukryte w śniegu     | [ 59 ] |
| "Światło wody" (oraz Radex)                                   | 2019 | Kobas Laksa, Krzysztof Kiziewicz     | Duch oporu          | [ 60 ] |
| "Lascaux" (oraz Radex)                                        | 2019 | Kobas Laksa, Krzysztof Kiziewicz     | Duch oporu          | [ 61 ] |
| "Margines" (oraz Radex)                                       | 2019 | Grupa Teledyskowa FSO, Kobas Laksa   | Duch oporu          | [ 62 ] |
| "Pokaż mi język" (oraz Radex)                                 | 2019 | Kobas Laksa, Marcel Borowski         | Duch oporu          | [ 63 ] |
| "Kręgi / Joker" (oraz Kosa, gościnnie: Ńemy)                  | 2020 | Waverunners                          | Blady król          | [ 64 ] |
| "Tracić / Blady król" (oraz Kosa)                             | 2020 | Waverunners                          | Blady król          | [ 65 ] |
| "Zapadam się w pamięć" (oraz Kosa)                            | 2020 | Sebastian Juszczyk, Juzz Media       | Blady król          | [ 66 ] |
| Gościnnie                                                     |      |                                      |                     |        |
| Szops – „Koniec naszego świata” (gościnnie: Bisz)             | 2012 | Royal Image                          | Goodlife            | [ 67 ] |
| Miuosh – „Szczury” (gościnnie: Bisz)                          | 2012 | Piotr Smoleński                      | Prosto przed siebie | [ 15 ] |
| Vienio – „Prawo do kultury” (gościnnie: Bisz, Miuosh, Cheeba) | 2014 | Dariusz Szermanowicz                 | Etos 2              | [ 21 ] |
| Klarenz – „Ile?” (gościnnie: Bisz)                            | 2017 | SiwySiwek                            | Poza                | [ 68 ] |
| Inne                                                          |      |                                      |                     |        |
| „Jak słowo daję”                                              | 2015 | Jan Feat., Piotr Bartos, L.U.C.      | Dialog I            |        |
| VNM, Bisz, Quebonafide, Sarius – „D.Y.H.A.”                   | 2016 | Oskar Kozłowski                      | DeNekstBest Mixtape | [ 69 ] |
| „Tinderelations”                                              | 2017 | Łukasz „L.U.C.” Rostkowski           | Dialog I            |        |

## Nagrody i wyróżnienia
| Rok  | Kategoria/Tytuł          | Nagroda                                 | Uwagi     | Źródło |
| ---- | ------------------------ | --------------------------------------- | --------- | ------ |
| 2012 | Artysta roku 2012        | Nocne Marki (nagroda magazynu Aktivist) | Laur      | [ 70 ] |
| 2013 | Bisz                     | Bydgoszczanin roku 2012                 | Laur      | [ 18 ] |
| 2017 | Fryderyk                 | Album Roku – Hip-Hop (Wilczy humor)     | Nominacja | [ 71 ] |
| 2020 | Album Dekady - Popkiller | Album Dekady (Wilk chodnikowy)          | Laur      | [ 72 ] |